# امبر رز
امبر رز (انگلیسی: Amber Rose؛ زادهٔ ۲۱ اکتبر ۱۹۸۳) شخصیت تلویزیونی و مدل اهل ایالات متحده آمریکا است.